# Henry de Newark
Henry de Newark († 15 août 1299) est un ecclésiastique anglais devenu archevêque d'York.

## Biographie
On ne sait rien des origines de Henry, mais il doit probablement son nom à Newark-on-Trent, dans le Nottinghamshire, où il possédait des biens personnels. Son éducation est également inconnue, mais il était un maître à l'Université d'Oxford en 1270. Henry fut chanoine de Hereford avant le 22 février 1273 et fut nommé archidiacre de Richmond avant le 28 avril 1279. Il a servi William de Wickwane, archevêque d'York, à partir de 1280, ainsi que le successeur de Wickwane, John Le Romeyn. Il était le doyen de York en 1290 et a tenu les prébendes de Holme, Strensall et Weighton dans le Yorkshire. Il fut également chanoine de Buckland Dinan entre le 30 janvier et le 2 février 1293 et a tenu la prébende de Londres le 28 septembre 1294 et la poste de chanoine de Southwell. 

### Archevêque d'York
Henry a été élu archevêque de York le 7 mai 1296, mais il n’est pas allé voir le pape Boniface VIII et a été privé de ses fonctions. Cependant, le pape rétablit Henry pour faire plaisir au roi Edouard Ier et Henri fut consacré le 15 juin 1298.[style à revoir]
Il meurt le 15 août 1299 à York et est enterré dans la cathédrale d'York.